# Reliëftape

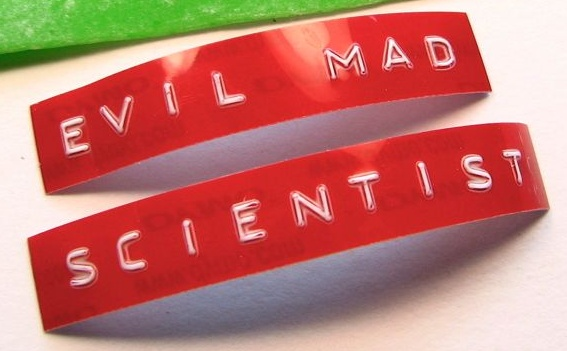
Labels van reliëftape

Reliëftape is een tape van meestal hard plastic waarin met een lettertang in reliëf schrifttekens kunnen worden gedrukt om als etiket dienst te doen. 
Met een lettertang kan door middel van een wieltje het juiste schriftteken worden gekozen, die vervolgens in reliëf in de plastic tape wordt gedrukt. Door de vervorming van het plastic verdwijnt de aangebrachte kleurlaag van de tape, en steekt het schriftteken wit af. Aan de achterzijde van de tape is een lijmlaag aangebracht, zodat het label kan worden opgeplakt.
Het voordeel van reliëftape is dat er geen inkt nodig is en het goed leesbaar is. Door de kromming van de gebruikte tape, kan de tape echter relatief makkelijk loskomen van de achtergrond waarop hij is geplakt.